# Neomammillaria goodridgei
Neomammillaria goodridgei là một loài thực vật có hoa trong họ Cactaceae. Loài này được (Scheer) Britton & Rose mô tả khoa học đầu tiên năm 1923.